# 구름산
구름산은 높이 237m로 대한민국 경기도 광명시에서 가장 높은 주산이며, 일명 '아방산' 이라고도 불린다. 광명 시민들이 즐겨 찾는 숲이 우거진 산이다.
2010년 5월에는 왕복6차선 쌍굴 방식인 구름산 터널의 상행선이 개통되었다.

## 같이 보기
- 한국의 산